# Ilyophis nigeli
Ilyophis nigeli is een straalvinnige vissensoort uit de familie van kuilalen (Synaphobranchidae). De wetenschappelijke naam van de soort is voor het eerst geldig gepubliceerd in 1997 door Shcherbachev & Sulak.